# Raymond Farrugia
Raymond "Żażu" Farrugia (1 d'octubre de 1955) és un exfutbolista maltès de la dècada de 1980 i entrenador.
Fou 4 cops internacional amb la selecció maltesa. Formà part de l'equip de Malta en el 12 a 1 davant Espanya l'any 1983.
Pel que fa a clubs, defensà els colors de Floriana, El 1978, marxà a Sydney, Austràlia per jugar a Melita Eagles.
Posteriorment ha estat entrenador, entre d'altres de la selecció de Malta.